# Demonstração de Furstenberg da infinitude dos números primos
O teorema de Euclides, que assegura a existência de uma infinidade de números primos, é um resultado fundamental da teoria dos números e possui inúmeras demonstrações. Além do próprio Euclides, matemáticos famosos como Euler, Goldbach e Erdös, entre outros, também forneceram demonstrações desse teorema. Há uma, no entanto, que chama bastante a atenção e que valeu fama ao matemático que a engendrou: é a “demonstração topológica” do matemático israelense Hillel Fürstenberg. A prova foi publicada pela primeira vez em 1955 no American Mathematical Monthly, o jornal mais famoso da Mathematical Association of America.

## A demonstração de Fürstenberg
Dados inteiros {\displaystyle a,b}, em que {\displaystyle a\neq 0}, defina {\displaystyle S(a,b)=\{an+b:n\in \mathbb {Z} \}=a\mathbb {Z} +b}. Podemos chamar um conjunto da forma {\displaystyle S(a,b)} de “conjunto aritmético” (abreviadamente CA), dado que a ordenação de seus elementos {\displaystyle x\geq b} é uma progressão aritmética de termo inicial {\displaystyle b} e razão igual a {\displaystyle |a|}; e a ordenação dos elementos {\displaystyle x\leq b} uma progressão aritmética de termo inicial também {\displaystyle b} e razão, porém, igual a {\displaystyle -|a|}.
Considere a coleção {\displaystyle \tau =\{}X : X é um CA ou uma união de CAs{\displaystyle \}\cup \{\varnothing \}} de subconjuntos de {\displaystyle \mathbb {Z} }. Tal coleção é uma topologia sobre {\displaystyle \mathbb {Z} } (cujos CAs são abertos básicos, isto é, a coleção de todos os CAs é uma base para tal topologia). Os axiomas de uma topologia são facilmente verificados:
- Por definição, o conjunto vazio {\displaystyle \varnothing } é aberto; e o espaço inteiro {\displaystyle \mathbb {Z} } também, já que {\displaystyle S(1,0)=\mathbb {Z} };
- União arbitrária de elementos de {\displaystyle \tau } é ainda um elemento de {\displaystyle \tau };
- A interseção de dois elementos de {\displaystyle \tau } pertence ainda a {\displaystyle \tau }: dados {\displaystyle U_{1},U_{2}\in \tau } e {\displaystyle x\in U_{1}\cap U_{2}}, sejam {\displaystyle a_{1}} e {\displaystyle a_{2}} inteiros tais que {\displaystyle S(a_{1},x)\subseteq U_{1}} e {\displaystyle S(a_{2},x)\subseteq U_{2}}; e seja {\displaystyle a} o mínimo múltiplo comum de {\displaystyle a_{1}} e {\displaystyle a_{2}}. Então, como {\displaystyle S(a,x)\subseteq S(a_{1},x)\subseteq U_{1}} e {\displaystyle S(a,x)\subseteq S(a_{2},x)\subseteq U_{2}}, {\displaystyle S(a,x)\subseteq U_{1}\cap U_{2}}.

Esta topologia é um tanto incomum e possui duas propriedades notáveis:
1. Se {\displaystyle X\neq \varnothing } é finito, então {\displaystyle X\not \in \tau } e, consequentemente, o complementar de um conjunto finito não-vazio nunca é fechado.
2. Os abertos básicos {\displaystyle S(a,b)} são também conjuntos fechados, pois é possível escrever {\displaystyle S(a,b)} como o complementar de um conjunto aberto:

Bem, os únicos inteiros que não são múltiplos de números primos são -1 e 1, ou seja, vale a identidade
Pela primeira propriedade, o conjunto {\displaystyle \mathbb {Z} \setminus \{-1,1\}} não pode ser fechado. Por outro lado, pela segunda propriedade, os conjuntos {\displaystyle S(p,0)} são fechados. Assumindo então, por absurdo, que o conjunto dos números primos seja finito, como a união finita de conjuntos fechados é sempre um conjunto fechado, ganha-se que {\displaystyle \bigcup _{p\mathrm {\,primo} }S(p,0)} é fechado. Mas isto é uma contradição e, portanto, existem infinitos números primos.

## Estudos complementares sobre a topologia de Fürstenberg
O espaço topológico proposto por Fürstenberg foi estudado por vários autores. Lovas e Mező, por exemplo, forneceram diversas métricas que geram a topologia de Fürstenberg. E mais ainda: encontraram também o completamento métrico de Z por meio de uma dessas métricas.